# Marcos Jiménez de la Espada
|  | No s'ha de confondre amb Marcos Jiménez de la Espada Martín. |

Marcos Jiménez de la Espada (Cartagena, 5 de març de 1831 - Madrid, 3 d'octubre de 1898) va ser un zoòleg, explorador i escriptor espanyol. És conegut per participar en l'anomenada Comissió Científica del Pacífic, la major realitzada per Espanya a Amèrica després de perdre la major part de les seves colònies en aquest continent, entre 1862 i 1865. També va publicar treballs sobre Geografia i Història del continent americà. Va ser pare del niponòleg, orientalista i traductor Gonzalo Jiménez de la Espada.

## Formació
Com que era fill de funcionari Jiménez de la Espada va haver de canviar de residència diverses vegades durant la seva infància i adolescència, arribant a cursar el batxillerat en ciutats tan allunyades entre si com Valladolid, Barcelona i Sevilla.
En 1850 va iniciar la carrera de Ciències Naturals en la Universitat Central de Madrid, que acabaria cinc anys després amb el treball Los anfibios de Blainville y los batracios de Cuvier forman una clase aparte. L'estudi i taxonomia dels amfibis seria un tema recurrent en el seu quefer científic posterior.
Dos anys abans d'acabar la carrera, va aconseguir la seva primera ocupació com a ajudant en la secció d'Història Natural de la universitat. Sense abandonar aquesta va aconseguir un altre càrrec en 1857, també com a ajudant, en el Museu de Ciències Naturals de la Cort, avui Museu Nacional de Ciències Naturals. En tots dos casos la seva labor de recerca (que va durar 7 anys en aquests dos llocs, i 43 en altres similars en el mateix museu) es va centrar en la zoologia i l'anatomia comparada. No obstant això, s'ha d'admetre que els llocs que va aconseguir dins del Museu no foren mai gaire importants (llevat al final de la seva vida), degut en bona part a la caiguda en desgràcia del seu mestre i director del Museu, Marià de la Pau Graells, en 1867.

## La Comissió Científica del Pacífic

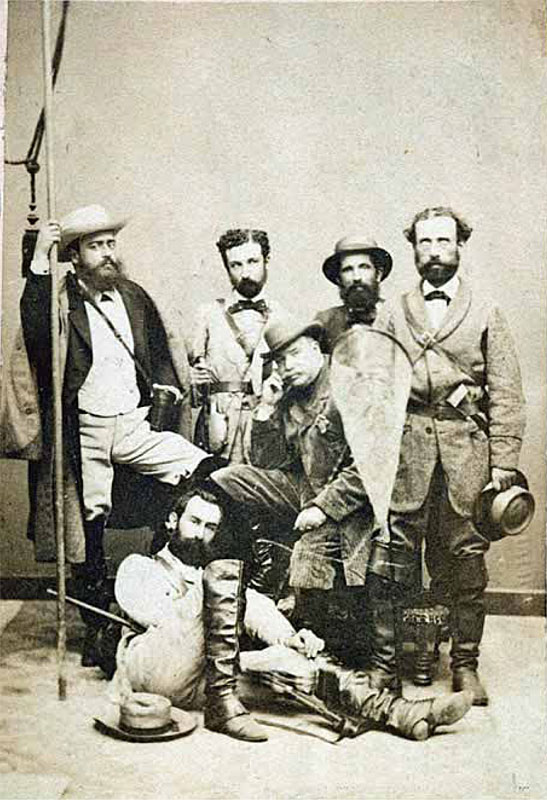
Fotografia d'alguns dels integrants de la Comissió. Jiménez de la Espada es troba assegut al terre.

La futura Comissió va començar a gestar-se inicialment en la cort d'Isabel II com una simple operació militar per reforçar la perduda presència espanyola en les costes americanes de l'oceà Pacífic, no gaire diferent d'altres intervencions militars espanyoles de la mateixa època en L'Espanyola, Marroc o Indoxina. No obstant això, influïts per l'auge de les expedicions científiques europees en la resta del món (especialment les de l'alemany Alexander von Humboldt), els responsables de l'operació van decidir donar-li un nou enfocament científic, encara que les seves activitats estarien supeditades al comandament militar. S'esperava que l'anomenada Comissió Científica del Pacífic fes una completa anàlisi de la biodiversitat, geografia i antropologia del continent americà, com mai s'havia fet fins llavors. També seria la major expedició científica realitzada per Espanya fins avui, en la qual no només es documentaria gràficament sinó que també es recollirien multitud d'espècimens, tant vius com a morts, que serien destinats al Museu de Ciències Naturals i al Jardí Botànic de Madrid. Per a això, es van escollir vuit naturalistes, dels quals quatre eren zoòlegs. Jiménez de la Espada va aconseguir ser un d'ells gràcies a les gestions de Graells, qui el considerava el seu deixeble predilecte.
L'expedició va partir el 10 d'agost de 1862 del port de Cadis en una esquadra formada per les fragates Nuestra Señora del Triunfo i Resolución y la goleta Covadonga, va fer un parell d'escales a les illes Canàries i Cap Verd, va vorejar les costes de Brasil i va arribar a Uruguai. Allí l'expedició es va dividir en dues, una es va endinsar terra endins cap a l'oest, mentre que l'altra (en la qual figurava Jiménez de la Espada) va seguir la ruta marítima envoltant la costa sud-americana i travessant el perillós Estret de Magallanes, per reunir-se de nou amb els seus companys a Xile. Des d'allí l'expedició va fer un complet reconeixement de les costes de Perú, Centreamèrica, Mèxic i Califòrnia (amb escala inclosa en San Francisco), per després tornar de nou cap a Perú, on havia de continuar l'estudi terra endins. Nouvinguts allí al març de 1864, es van trobar amb què esclatava un conflicte entre Espanya i el país andí, que desembocaria en una guerra oberta contra aquest país i Xile. Incapacitada per desembarcar en la major part de la costa pacífica sud-americana, els comandaments militars van ordenar la supressió de l'expedició. No obstant això, Jiménez de la Espada i tres científics de la Comissió (el jove zoòleg Francisco de Paula Martínez y Sáez, l'antropòleg cubà Manuel Almagro i el botànic Joan Isern Batlló i Carrera) s'hi van negar i van optar per seguir l'expedició a terra ferma pel seu compte, malgrat les constants ordres en sentit contrari que els arribaven des d'Espanya. Començava així l'anomenat Gran Viatge, durant el qual creuarien tot el continent sud-americà per la seva banda més ampla, des de l'Equador a la desembocadura del riu Amazones. El retorn a Espanya del fotògraf de l'expedició en esclatar la guerra, Rafael Castro y Ordóñez (primer que se sumava a una expedició científica), va fer que el testimoniatge gràfic del Gran Viatge anés a càrrec del propi Jiménez de la Espada, que va incloure nombrosos dibuixos dels paisatges que va visitar durant la travessia en el seu diari.
Molts d'aquests dibuixos són de volcans, pels quals semblava sentir una especial atracció i que escalava tots els que es va trobar en el camí. Entre ells hi ha l'Izalco d'El Salvador, visitat durant la primera fase del viatge, i els equatorians Cotopaxi, Sumaco i Pichincha. En aquest últim es va perdre durant tres dies, però va poder ser rescatat a l'últim moment pels seus companys. Després de creuar la serralada andina, va arribar amb els seus companys al riu Napo, va seguir el curs del mateix fins a l'Amazones i des d'allí va aconseguir l'oceà Atlàntic. Els quatre expedicionaris, esgotats, van tornar a Espanya al desembre de 1865, després de la qual cosa Jiménez de la Espada es va reincorporar ràpidament als seus càrrecs en el Museu de Ciències Naturals i la Universitat de Madrid.

## Tasca científica i obres

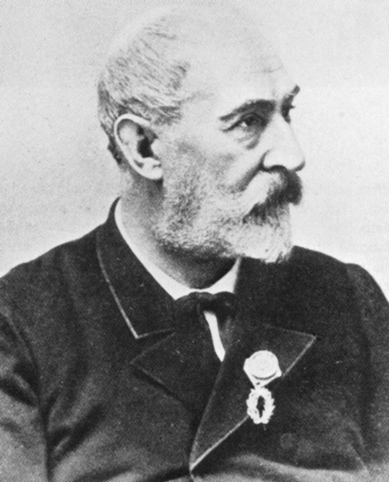
Marcos Jiménez de la Espada als darrers anys.

### Zoologia
Durant tota l'aventura americana, Jiménez de la Espada va recol·lectar tot tipus d'animals que no sols va estudiar, sinó que també va enviar, vius, a Madrid. Ja abans d'embarcar-se en l'expedició havia treballat diversos anys en l'aclimatació d'animals forans al Jardí Botànic de Madrid, tot això sota les directrius de Graells. Amb l'experiència adquirida llavors, no li fou difícil fer el mateix amb diferents exemplars de mamífers, aus i rèptils que fins llavors no s'havien portat mai a Europa, entre ells alguns tan característics com la llebre de la Patagònia, el guanac, el cigne de coll negre i el còndor dels Andes. Molts dels descendents d'aquests animals serien cedits més tard a diversos jardins zoològics europeus, la qual cosa li va valer a Marcos Jiménez de la Espada la concessió de la medalla de primera classe de la divisió de mamífers per part de la Société impériale zoologique d'acclimatation de França, atorgada el 23 de març de 1866.
Va passar sis anys dedicant-se exclusivament a reordenar i estudiar a fons els materials recollits durant l'expedició, que plasmaria en les seves obres posteriors. En 1870 va publicar l'article Algunos datos nuevos o curiosos acerca de la fauna del Alto Amazonas. Mamíferos en el Boletín-Revista de la Universidad de Madrid.. Dins d'aquest descrivia (entre altres) l'aspecte i comportament del ratapinyada Thyroptera albiventer i donava a conèixer per primera vegada a Occident els micos Leontocebus graellsi (batejat així en honor del seu mestre) i Leontocebus lagonotus. En 1871 va publicar l'informe Faunae neotropicales species quaedam nondum cognitae ("Espècies de la fauna neotropical desconegudes") en el Jornal de l'Acadèmia de Ciències de Lisboa, i aquest mateix any va fundar juntament amb altres col·legues la Societat Espanyola d'Història Natural, en els annals de la qual publicaria bona part dels seus treballs posteriors.
Ja era un autor de referència a tot Europa quan, en un d'aquests annals, va publicar la seva major obra en el camp de la zoologia, Vertebrados del viaje al Pacífico. Batracios. confeccionada després d'estudiar de forma exhaustiva els 786 amfibis recol·lectats durant el viatge. En l'obra, publicada en 1875 i reeditada el 1978, descriu un total de 18 gèneres i espècies ja conegudes, així com 2 gèneres, 12 espècies i 3 subespècies totalment ignorades per aquell temps. No només hi descriu les espècies des del punt de vista anatòmic, sinó que també parla de la seva biologia i costums. Destaca el referit a la granota de Darwin (Rhinoderma darwinii), de la qual va rebatre la concepció errònia (tinguda llavors per certa) que donava a llum cries vives a través de la seva boca, en lloc de (com ell va demostrar) pondre ous que després el mascle incubava en el seu sac bucal. Aquest complex estudi es considera, encara avui, un clàssic dins de la literatura zoológica.
Però no tot foren èxits. La dissolució governamental de la comissió encarregada de l'estudi dels materials recollits durant l'expedició del Pacífic li va privar de molts dels seus espècimens, entre ells els corresponents a la seva col·lecció de mamífers de l'Alt Amazones, que estava composta per animals de 100 espècies diferents, 35 de les quals encara no descrites i nominades. Vint d'aquests mamífers van ser descrits posteriorment per naturalistes estrangers, a partir d'exemplars recol·lectats en expedicions que van tenir lloc més tard. Les tretze restants van poder ser estudiades per Ángel Cabrera, deixeble de Jiménez de la Espada, en 8 volums que va publicar entre 1900 i 1917. El diari que va escriure durant el viatge va ser publicat per Agustín J. Barreiro el 1928.

### Geografia, història i antropologia
Malgrat trobar-se en el clímax del seu prestigi com a zoòleg, Jiménez de la Espada va aparcar momentàniament la seva labor científica i es va lliurar a l'estudi de la geografia i història americana. En 1876 va fundar la Societat Geogràfica de Madrid, i en 1883 va entrar en la Reial Acadèmia de la Història. Des d'allí va dirigir la reedició de les obres de grans viatgers medievals i moderns com Pedro Tafur i el jesuïta Bernabé Cobo, i els estudis sobre el Perú prehispànic de Pedro Cieza de León i Bartolomé de las Casas. Entre 1881 i 1897 va publicar els 4 volums de la seva obra Relaciones geográficas de Indias, sobre l'antic Virregnat del Perú, que li van valer la concessió del premi Loubat de l'Acadèmia de la Història.
Va participar en els congressos americanistes de Brussel·les (1879), Madrid (1881), Torí (1886), Berlín (1888) i París (1890). La seva labor en pro de la divulgació de l'antiga cultura inca li va valer la concessió d'una medalla d'or per part del Govern Peruà. També va ser nomenat membre de la Societat Berlinesa d'Antropologia, Etnografia i Prehistòria, de la Reial Societat Geogràfica de Londres i de la Reial Acadèmia de Ciències Exactes, Físiques i Naturals de Madrid. En 1895 va accedir a la presidència de la Societat Espanyola d'Història Natural que ell mateix havia contribuït a fundar.
Curiosament, no va presentar la seva tesi doctoral fins a l'abril de 1898, tres mesos abans de ser nomenat catedràtic d'anatomia comparada i sis abans de la seva mort. La seva defunció va truncar l'ampli estudi que preparava sobre l'expedició marítima d'Alessandro Malaspina en el segle xviii. Francisco Giner de los Ríos i altres amics que havia fet en la Institución Libre de Enseñanza el van presentar com a símbol del regeneracionisme científic espanyol durant una cerimònia d'homenatge oficiada després de la seva mort.